# Eusterinx simplicornis
Eusterinx simplicornis är en stekelart som beskrevs av Humala 2007. Eusterinx simplicornis ingår i släktet Eusterinx och familjen brokparasitsteklar. Inga underarter finns listade i Catalogue of Life.